# Hugo Martiny von Malastów
Hugo Martiny von Malastów (Krainburg, 13. veljače 1860. – Graz, 30. studenog 1940.) je bio austrougarski general i vojni zapovjednik. Tijekom Prvog svjetskog rata zapovijedao je X., XIV i III. korpusom na Istočnom i Talijanskom bojištu. 

## Vojna karijera
Hugo Martiny rođen je 13. veljače 1860. u Krainburgu u rimokatoličkoj obitelji. Srednju školu pohađao je kod kuće u razdoblju od 1870. godine nakon čega od 1874. pohađa vojnu školu u St. Pöltenu. Od 1876. pohađa Terezijansku vojnu akademiju nakon čega s činom poručnika služi u 53. pješačkoj pukovniji. Od 1884. godine pohađa Vojnu akademiju u Beču, da bi potom od 1887. služio kao stožerni časnik u 53. pješačkoj brigadi. Godine 1889. premješten je u stožer VI. korpusa u Kaschauu, da bi 1890. bio unaprijeđen u čin satnika.
U studenom 1902. promaknut je u čin pukovnika, dok je iduće godine premješten na službu u 48. pješačku pukovniju u kojoj je postao zapovjednikom u listopadu 1904. godine. U prosincu 1908. postaje zapovjednikom 62. pješačke brigade smještene u Budimpešti kojom zapovijeda do rujna 1912. kada preuzima zapovjedništvo nad 14. pješačkom divizijom sa sjedištem u Pressburgu kojom zapovijeda i na početku Prvog svjetskog rata. U međuvremenu je, u svibnju 1909., unaprijeđen u general bojnika, dok je rujnu 1912. promaknut u čin podmaršala.

## Prvi svjetski rat
Na početku Prvog svjetskog rata 14. pješačka divizija kojom je zapovijedao Martiny nalazila se u sastavu 1. armije kojom je na Istočnom bojištu zapovijedao Viktor Dankl. Zapovijedajući 14. pješačkom divizijom Martiny sudjeluje u Bitci kod Krasnika, kao i u borbama Karpatima. U prosincu 1914. zbog bolesti mora otići na dopust s kojega se vraća u veljači 1915. godine. U travnju 1915. postaje zapovjednikom X. korpusa s kojim u sastavu 3. armije pod zapovjedništvom Svetozara Borojevića uspješno sudjeluje u ofenzivi Gorlice-Tarnow za što je u studenom 1915. promaknut u čin generala pješaštva.
Desetim korpusom je zapovijedao do kolovoza 1916. kada je tijekom Brusilovljeve ofenzive smijenjen s mjesta zapovjednika, te imenovan vojnim upraviteljem Graza. Navedenu dužnost obnašao je do lipnja 1917. kada postaje glavnim inspektorom za vojnu izobrazbu i obuku, koju dužnost obnaša dva mjeseca budući je u kolovozu imenovan zapovjednikom XIV. korpusa koji se nalazio na Talijanskom bojištu. Sa XIV korpusom u sastavu 11. armije pod zapovjedništvom Viktora von Scheuchenstuela sudjeluje u proboju kod Kobarida. Nakon uspješne ofenzive u siječnju 1918. dobiva novo zapovjedništvo i to ovog puta III. korpusa zamijenivši na mjestu zapovjednika Josefa Krautwalda. Nakon što je u svibnju promaknut u general pukovnika zapovijedajući III. korpusom u ljeto 1918. sudjeluje u Bitci na Piavi, te nakon toga u listopadu u konačnom austrougarskom porazu u Bitci kod Vittoria Veneta.

## Poslije rata
Nakon završetka rata Martiny je s 1. prosincem 1918. umirovljen. Preminuo je 30. studenog 1940. u 80. godini života u Grazu.

## Vanjske poveznice
(eng.) Hugo Martiny von Malastów na stranici Austro-Hungarian-Army.co.uk 

(eng.) Hugo Martiny von Malastów na stranici Oocities.org

(njem.) Hugo Martiny von Malastów na stranici Biographien.ac.at